# Беспалый, Иван Фёдорович
Ива́н Фёдорович Беспа́лый (укр. Іван Безпалий; родился до 1619 года — умер, по разным версиям, в 1662 или 1718 году) — уманский полковник, наказной гетман Войска Запорожского в 1658—59 гг.

## Происхождение
Иван Беспалый происходил из шляхетского рода герба «Заглоба», известного в Зинькове. Кроме Ивана Фёдоровича, в Восстании Хмельницкого принимали участие Фёдор, Севка и Василий Беспалые.

## Биография
Иван Беспалый, показаченный шляхтич-сечевик, был одним из основателей Уманского полка Войска Запорожского и по реестру 1649 года входил в число полковых старшин.
Божиею милостью, от великого государя 

царя и великого князя Алексея Михайловича,

всея Великия и Малыя и Белыя Росии 

самодержца, и многих государств и земель

Восточных и Западных и Северных отчича 

и дедича и наследника и государя и 

обладателя,нашего царского величества,

войска Запорожского новообранного, до нашего

царского величества указу, гетману Ивану

Безпалому и всему войску Запорожскому и

черни наше великого государя милостивое 

слово.

В нынешнем во 167 году, июля в 26 день...

объявляя нам великому государю верную

службу, как вы, будучи с нашим великого

государя ближним боярином и воеводы

и наместником Казанским, с князь Алексеем

Никитичем Трубецким с товарыщи и с ратными

людьми, под Конотопом против изменников

стояли и помысл чинили, и как вы с нашим ж

великого государя ратными людьми против

наших ж великого государя изменников

Ивашки Выговского и Черкас и против

Крымского хана и Татар билися... И мы

великий государь, наше царское величество,

вас, нашего царского величества подданых,

за ваши верные службы, жалуем, милостиво

похваляем...

Писан в нашем царствующем граде Москве,

лета 7167, августа в 5 день.

Запечатана государственною большою

печатью, под гладкою кустодьею.
В 1658 году Иван Беспалый был Уманским полковником. После подавления восстания Барабаша и Пушкаря весной 1658 года гетман Выговский начал репрессии против старшины. В июне 1658 года по приказу гетмана был убит переяславский полковник Иван Сулима, через несколько месяцев лишился головы новый переяславский полковник Иван Колюбака, расстреляли корсунского полковника Тимофея Аникеенко, вместе с полковниками были казнены 12 сотников разных полков. Спасаясь от гетмана, Иван Беспалый бежал из Умани на Сечь одновременно с Паволоцким полковником Михаилом Суличичем и генеральным есаулом Иваном Ковалевским.
На Сечи Беспалый был избран кошевым атаманом и отправлен в Москву к царю Алексею Михайловичу. Начал собирать остатки пушкарёвцев и выступил против политики гетмана Выговского, отстаивая единства сечевых и городовых казаков: «Между нами, войском кошевым и городовым, такой междоусобной брани не бывало, только брат за брата, а товарищ за товарища верно и любовно все вместе жили».
С 1658 года Беспалый участвовал в походах князя Григория Ромодановского против Выговского, перешедшего на сторону Речи Посполитой. Между 7 и 12 ноября 1658 во время осады Варвы, по предложению князя Ромодановского, «черкасы, которые Великому Государю служат» избрали Беспалого «его царского величества гетманом Войска его царского величества Запорожского». Казацкий летописец С. Величко назвал Беспалого «первым на этой стороне Днепра гетманом». В феврале 1659 года Беспалый находился в Ромнах.
Вместе с войском князя Трубецкого, принимал участие в битве под Конотопом, в которой возглавлял отряд городовых казаков Войска Запорожского (около 7 тысяч человек). За службу при Конотопе, гетман Беспалый и все Войско Запорожское удостоились похвалы и пожалования от царя Алексея Михайловича, на что была послана специальная похвальная грамота.
Во время осады Гадяча войсками Выговского, в 1659 году, «князь Алексей Никитич Трубецкой… и гетман Безпалой…отсылали от себя на Запорожье к Серку, чтоб он над Крымские улусы чинил промысл». Выполнив просьбу князя Трубецкого и гетмана Беспалого, запорожский кошевой атаман Иван Серко напал на ногайские улусы, что вынудило Крымского хана оставить Выговского и уйти с ордой в Крым.
На второй Переяславской раде в 1659 году Беспалый добровольно сложил с себя полномочия гетмана и вместо него был избран Юрий Хмельницкий. Беспалый, в свою очередь, был утверждён в звании генерального судьи, однако из-за неспособности Хмельницкого к государственным делам продолжал оказывать до 1662 года значительное влияние на политику.
По мнению В. В. Кривошеи, Беспалый мог быть расстрелян Юрием Хмельницким в 1662 году. Упоминание про это содержится в обвинениях Ивана Брюховецкого против Якима Самко. Как писал Брюховецкий, Самко, якобы, «которые люди веры Царскому величеству объявил: Иван Беспалый, Чеботко, Оденец, Лизогуб, Гамалея и иных многих через письмо Хмельницкому объявил, а Хмельницкий по его ведомости и стрелял».

## Семья
Иван Беспалый имел сына Демьяна.